# Erbium
Erbium är ett metalliskt grundämne som tillhör lantanoiderna och de sällsynta jordartsmetallerna. Oxiden, som är rosenröd, utstrålar vid glödgning ett mycket intensivt grönaktigt ljus och fanns vanligen i de saltblandningar, som användes för tillverkning av Auers glödstrumpa för gasljus.

## Förekomst
Erbium förekommer i enstaka, mera sällsynta bergarter, som de skandinaviska gadolinit och ytterjord, eller som samarskit i North Carolina, USA.

## Historia
Erbium har fått sitt namn efter Ytterby gruva i Stockholms skärgård. Grundämnet upptäcktes av svensken Carl Gustaf Mosander år 1843.